# Phileurus bucculentus
Phileurus bucculentus är en skalbaggsart som beskrevs av Ohaus 1911. Phileurus bucculentus ingår i släktet Phileurus och familjen Dynastidae. Inga underarter finns listade i Catalogue of Life.